# Abel Miglietti
Abel Fernando Miglietti (Lourenço Marques, 4 giugno 1946) è un ex calciatore portoghese, di ruolo attaccante.

## Carriera

### Nazionale
Ha collezionato 4 presenze con la propria Nazionale.

## Palmarès

### Club

#### Competizioni nazionali
- Campionato portoghese: 1

Benfica: 1968-1969
- Coppa del Portogallo: 2

Benfica: 1968-1969, 1969-1970
- Segunda Liga: 1

Penafiel: 1979-1980